# Castello di Gösting
Il castello di Gösting è un edificio in rovina situato a Graz, in Austria, nel distretto cittadino di Gösting.
Grazie alla sua posizione strategica, il castello controllava la stretta valle del fiume Mura a nord di Graz, che si apre nel bacino di Graz, e quindi tutti i traffici e scambi che coinvolgevano il capoluogo della Stiria. Le sue rovine sono un luogo molto popolare da visitare, poiché ancora oggi offrono una vista panoramica del bacino e delle colline della Storia orientale.
Il castello fu costruito nell'XI secolo e le sue prime tracce sono datate nell'anno 1042. Continuò ad ampliarsi fino al XV secolo, quando divenne una fortezza per proteggersi dai Turchi e dagli Ungheresi. Era parte del sistema dei fuochi di segnalazione, che avrebbe dovuto avvertire la popolazione in caso di pericolo imminente.
Nel 1707 il castello e la proprietà adiacente furono acquistati dai conti di Attems. Il 10 luglio 1723 un fulmine colpì un magazzino di polvere da sparo e larga parte del castello andò a fuoco. Non venne ricostruito. Dal 1999 le rovine e le foreste circostanti sono possedute dalla famiglia Auer; la struttura rimanente è mantenuta da una fondazione, costituita nel 1925.